# Elpidia sundensis
Elpidia sundensis is een zeekomkommer uit de familie Elpidiidae.
De wetenschappelijke naam van de soort werd in 1956 gepubliceerd door Hansen.